# Dreaming of You
《Dreaming of You》는 1995년 7월 18일에 발표한 멕시코 미국 가수 셀레나의 6번째 음반이자, 마지막 스튜디오 음반이다. 이 음반은 뮤직 컬렉션 시리즈 20주년의 일부로 2002년 9월 24일에 특별 트랙, 뮤직 비디오, 셀레나 가족과 친구와 이전 밴드(EMI 레코드, EMI 라틴)의 말 몇 마디와 더불어 다시 발매되었다.

## 수록곡
1. "I Could Fall in Love"
2. "Cpative Heart"
3. "I'm Getting Used To You"
4. "God's Child (Baila Conmigo)"
5. "Dreaming of You"
6. "Missing My Baby"
7. "Amor Prohibido"
8. "Wherever You Are (Donde Quiera Que Estés)"
9. "Techno Cumbia"
10. "El Toro Relajo"
11. "Como La Flor"
12. "Tú Sólo Tú"
13. "Bidi Bidi Bom Bom"
14. "Sukiyaki" (일본어판에 수록)